# Challonges
Challonges is een gemeente in het Franse departement Haute-Savoie (regio Auvergne-Rhône-Alpes) en telt 337 inwoners (1999). De plaats maakt deel uit van het arrondissement Saint-Julien-en-Genevois.

## Geografie
De oppervlakte van Challonges bedraagt 7,9 km², de bevolkingsdichtheid is 42,7 inwoners per km².
De onderstaande kaart toont de ligging van Challonges met de belangrijkste infrastructuur en aangrenzende gemeenten.

## Demografie
Onderstaande figuur toont het verloop van het inwonertal (bron: INSEE-tellingen).